# Будинок полкової канцелярії (Козелець)

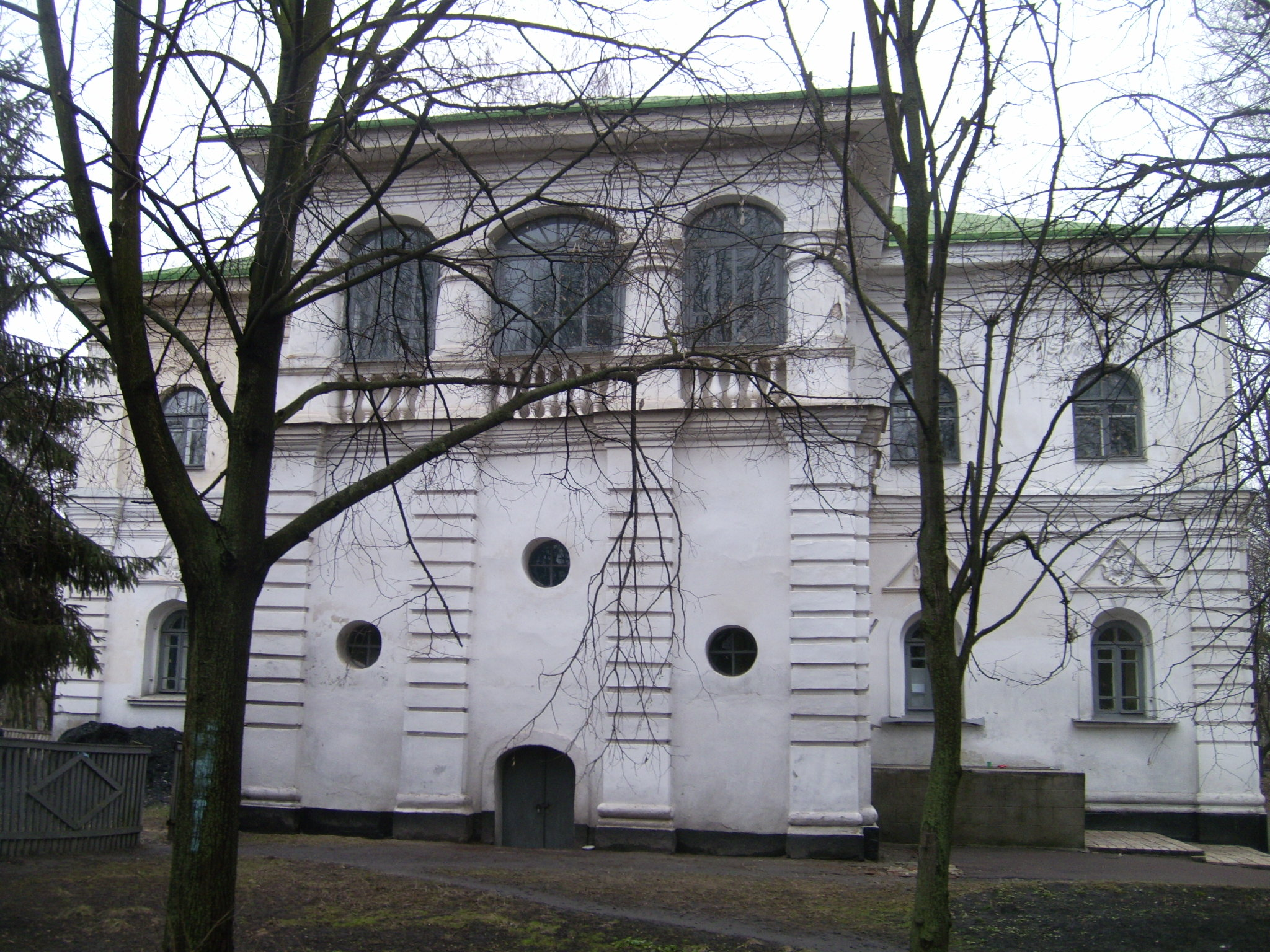
Фасад

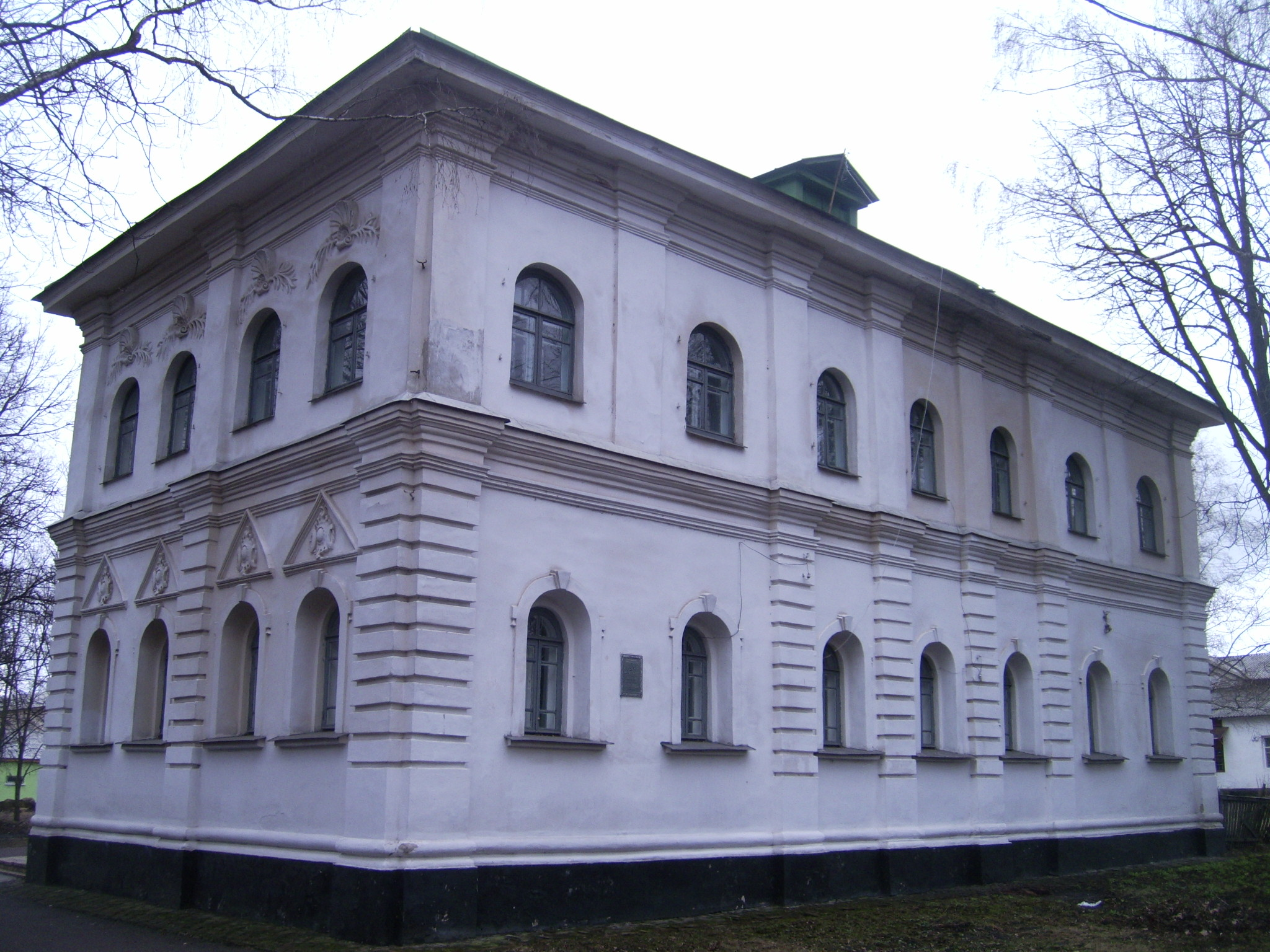
Вигляд з тилу

Київська полкова канцелярія — пам’ятка цивільної архітектури XVIII ст. у місті Козельці, одна із двох збережених адміністративних будівель канцелярій козацьких полків. 

## Історія
Будівля споруджена в 1756-1765 рр. на замовлення полковника Київського козацького полку Юхима Дарагана за проектом і під керівництвом архітектора А.Квасова. У виконанні ліпного декору брав участь архітектор І. Григорович-Барський. У 1765-1781 рр. містилася канцелярія Київського козацького полку, а після скасування полкового устрою в 1781 р. — Козелецький магістрат. З 1860-х років до 1917 року тут знаходилося Козелецьке повітове земство, де протягом 1862-1868 років працював акцизним чиновником письменник та етнограф, автор першого українського роману «Люборацькі» Анатолій Свидницький.
У 1918-1958 рр. в будинку розташувалися органи НКВС УРСР; у підвалі було влаштовано в'язницю. В часи німецької окупації в ньому знаходилося гестапо. Під час Другої Світової війни пам’ятку пошкоджено. Улітку 1954 р. її дослідили, обміряли та зафотографували пам’ятокознавець С. Таранушенко й архітектор П. Макушенко. У 1958 році проведено капітальний ремонт, після чого передано центральній районній дитячій бібліотеці.

## Архітектура
Двоповерхова з підвалом мурована будівля, вирішена у перехідній стилістиці від бароко до рококо, розташована в центрі міста посеред парку поблизу собору Різдва Богородиці і є архітектурним акцентом у забудові. Протягом XIX ст. сталися незначні зміни у внутрішньому розплануванні будинку, змінено дах, який первісно був укритий ґонтом, закладено деякі віконні й дверні отвори та пробито нові, зашклено відкриту лоджію-галерею на другому поверсі ризаліту.
Будівля канцелярії прямокутна в плані (співвідношення сторін 2:1), з виступаючим ризалітом на чоловому фасаді, що виконував функції закритого ґанку: там розміщено сходи на другий поверх і в підвал. На другому поверсі ризаліту — відкрита лоджія-галерея, вирішена у вигляді аркади з присадкуватими колонами й балюстрадою. Цей елемент надав мальовничості стримано декорованому фасаду. Стіни розчленовано пілястрами, рустованими на першому поверсі, гладенькими — на другому. Великих розмірів вікна мають півциркульні перемички. На першому поверсі вікна облямовані «вухастими» наличниками з виділеним замковим каменем, над якими — трикутні сандрики з ліпним горельєфним орнаментом (рослинні та геральдичні мотиви). Вікна другого поверху без наличників, увінчані ліпними раковинами з гірляндами. Пластичним акцентом головного фасаду була велика горельєфна композиція на першому поверсі ризаліту, що включала імперського двоголового орла та військову арматуру (не збереглася). Стіни ризаліту на першому поверсі прорізано круглими віконними отворами. Активну пластичну роль відіграють вінчальний та міжповерховий багатообломні карнизи, активно розкріповані на пілястрах.
Внутрішніми капітальними стінами будівля поділена на п’ять кімнат, згрупованих навколо сіней, що прилягають до ґанку. Всі приміщення першого й другого поверхів перекриті циліндричними або зімкнутими склепіннями. Під східною половиною будівлі є підвал, що складається з кількох камер, перекритих коробовими склепіннями й освітлених за допомогою вікон, розташованих на рівні цоколя. Стіни цегляні на вапняному розчині, потиньковані й побілені. Підлоги з дощок. Дах вальмовий, по дерев’яних кроквах, укритий покрівельною сталлю. Первісно будинок опалювався двома пічками.
Пам’ятка архітектури національного значення з охоронним № 844.

## Кресленики

Обмірні кресленики А.Карташевського
Фасад і план першого поверху
Поперечний розріз
План підвалу

## Галерея

Вхід
Бібліотека
Охоронна дошка
Вікна першого поверху
Вікна другого поверху